# Orry-la-Ville
Orry-la-Ville – miejscowość i gmina we Francji, w regionie Hauts-de-France, w departamencie Oise.
Według danych na rok 1990 gminę zamieszkiwało 3159 osób, a gęstość zaludnienia wynosiła 261 osób/km² (wśród 2293 gmin Pikardii Orry-la-Ville plasuje się na 67. miejscu pod względem liczby ludności, natomiast pod względem powierzchni na miejscu 319.).